# Histoire d'Arles après la Révolution
Au XIXe siècle, l’histoire d’Arles est marquée par les épidémies de choléra. La cité subit de profondes mutations : elle redécouvre son passé historique et se transforme de gros bourg agricole et portuaire, en ville ouvrière. Éprouvée par la crise viticole, la guerre de 14-18, les bombardements de 1944 et dans les années 1980 par des suppressions d’emplois industriels, la ville s’oriente vers des activités culturelles et acquiert dans les dernières années du XXe siècle, une forte notoriété dans les domaines liés à l’image.

## XIXesiècle
Au XIXe siècle, Arles est marquée profondément par le choléra. Entre 1832 et 1884, il y a dans la cité 9 épidémies successives correspondant aux 2e, 3e, 4e et 5e pandémies de cette maladie. La ville subit également de profondes mutations : elle redécouvre son passé historique et se transforme de gros bourg agricole et portuaire, en ville ouvrière.
En 1801, le Concordat ramène la paix religieuse, mais consacre la disparition de l'archevêché d'Arles au profit d’Aix-Marseille, ainsi qu’un moindre rôle politique de la ville. 
À la chute de l'Empire, les républicains arlésiens sont victimes de la Terreur blanche qui les oblige à fuir. Une nouvelle aristocratie s'affirme alors à la tête de la cité comme le montre la riche demeure du Baron de Chartrouse, anobli par Napoléon Ier et rallié à la Restauration en 1814-1815. Maire d'Arles, il entreprend vers 1824 de remettre en valeur la patrimoine bâti en dégageant les Arènes, puis le théâtre antique.
Sur le plan économique, le port d'Arles est encore important au début du XIXe siècle : il possède 104 bateaux en 1804, ce chiffre passant à 152 en 1847. En 1837, le port de la cité est au 13e rang national devant des villes maritimes comme Brest, Saint-Malo ou Cherbourg; il bénéficie en particulier du trafic avec l'Algérie. En 1846, Arles possède 182 capitaines marins, 600 matelots et maîtres en second, 1 237 personnes étant inscrites sur les registres maritimes. Avec les familles jointes, on peut estimer à 5 000 les personnes vivant ainsi du port.
Toutefois dès 1848, peu de temps après l'introduction des premiers bateaux à vapeur (1840), Arles perd son monopole de la navigation sur le Bas-Rhône à cause des chemins de fer (ligne Paris-Lyon-Marseille) puis de Saint-Louis, port créé à l'embouchure du Rhône à partir de 1882. Le chemin de fer révolutionne l’économie et la physionomie des activités au détriment du port fluvial. La cité se vide ainsi de ses marins qui représentaient avec leurs familles près du tiers de la population de la ville.

La ville trouve cependant un second souffle dans l’industrie. Les ateliers des chemins de fer qui recouvrent les Alyscamps attirent dès 1848 une nouvelle population, essentiellement des ouvriers, comprenant une forte composante gardoise et protestante. Un peu plus tard, des ateliers de construction navale apparaissent à Barriol et des dragues fabriquées à Arles sont livrées dans le monde entier. La population rurale, qui constituait encore 40 % des habitants de la ville vers 1850, quitte la cité. En moins d’un demi-siècle Arles devient une ville ouvrière.

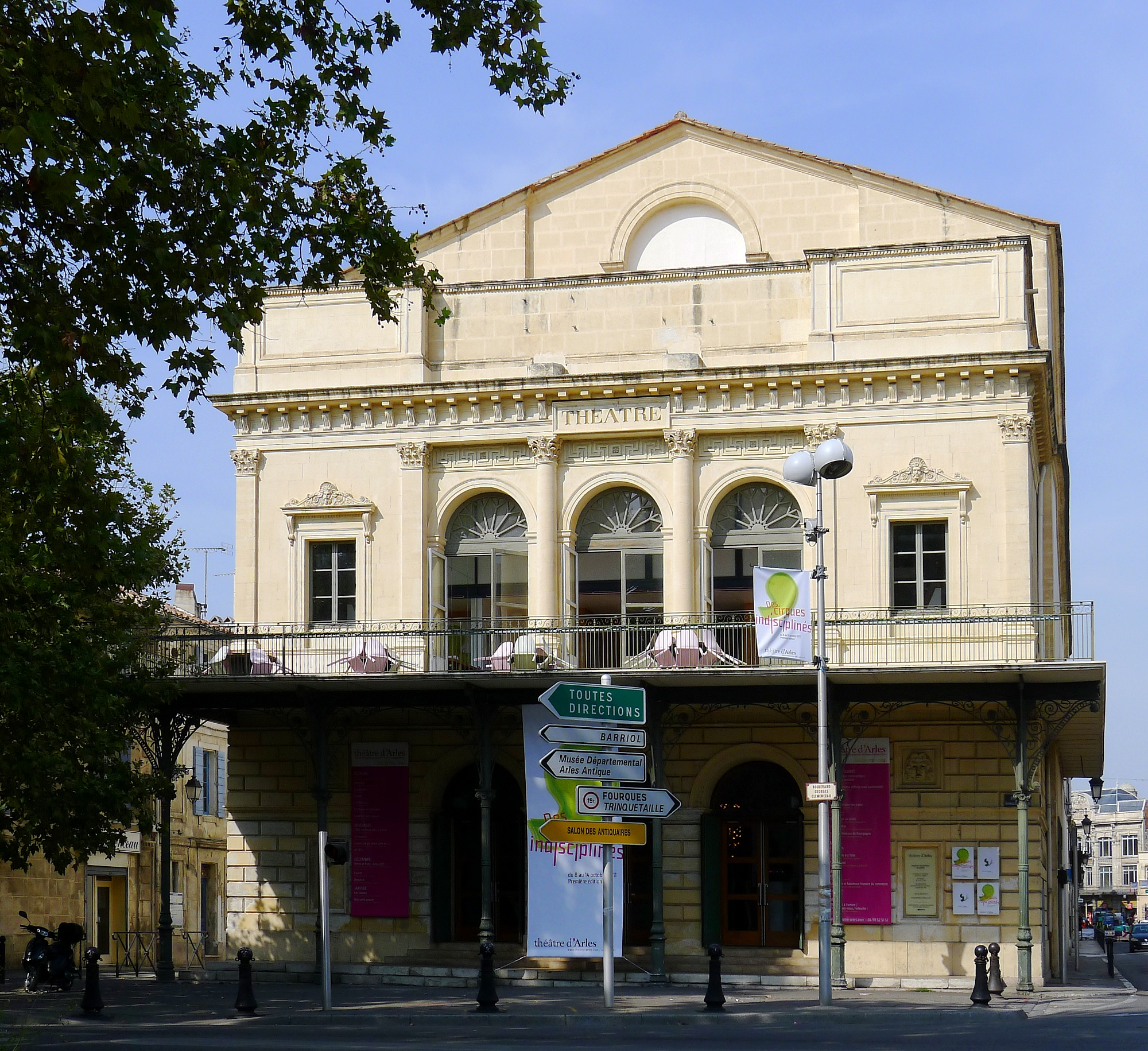
Le théâtre d'Arles.

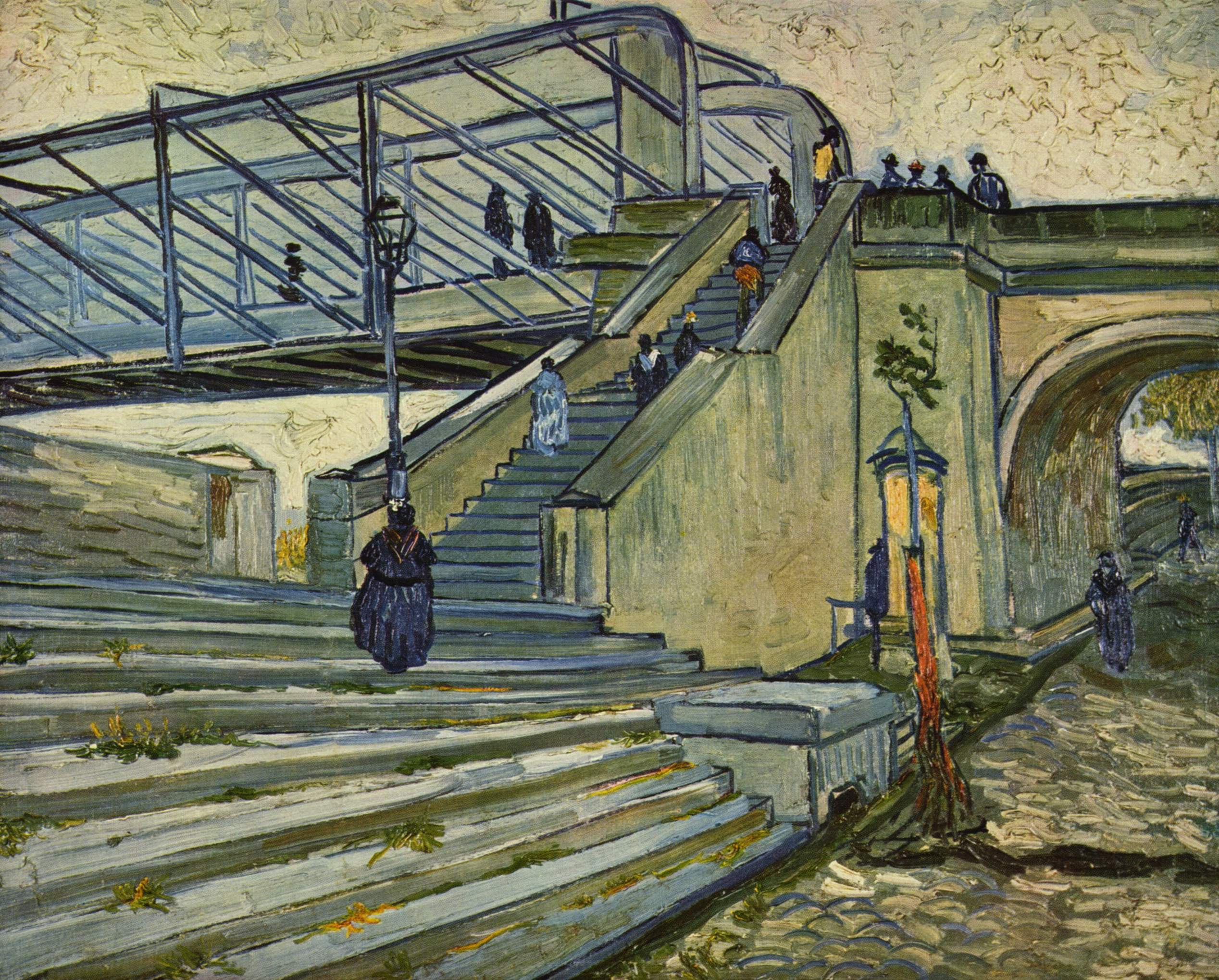
Arles, le pont de Trinquetaille construit en 1875 et peint par van Gogh en septembre 1888.

À partir du milieu du XIXe siècle, la ville se transforme profondément en se dotant de nombreux équipements.
On voit s’élever les Haras, le canal d’Arles à Bouc est creusé, la promenade des Lices aménagée, les Arènes et le théâtre antique ont été dégagés. Les crues des années 1840 et surtout celle de 1856, entraînent la construction de quais qui protègent la ville du fleuve. L'urbanisme du Second Empire se traduit dans la cité par le percement de nouvelles artères (rue Gambetta…), l’aménagement de deux ponts sur le Rhône, un pour le train en 1850 et l’autre en 1875 pour relier la ville à Trinquetaille sur la rive ouest du Rhône à la place du pont de bateaux, et la construction de nouveaux bâtiments à usage collectif : poste, écoles, théâtre, magasins.

La ville se développe enfin en périphérie par extension de faubourgs, notamment au sud du boulevard des Lices, où s’installe une caserne d’infanterie. Le décor architectural, néoclassique au début du XIXe siècle, devient plus éclectique après 1850.
Son territoire est également mis en valeur. En 1856, des industriels bâtissent Salin-de-Giraud au sud de la commune pour l'exploitation du sel. Sur le plan agricole, les ravages causés au vignoble français par le phylloxéra à partir de 1875 sont une aubaine pour les grands propriétaires arlésiens qui couvrent la Camargue de vignes, les sols sableux et inondés l'hiver protégeant les plants des attaques du parasite. La ville accueille de nombreux étrangers, en particulier des Italiens, parfois cibles de mouvements xénophobes. Des travaux d'infrastructures sont également réalisées : en 1892, deux lignes de chemin de fer sont créées et exploitées par la compagnie des Chemins de fer de Camargue pour la mise en valeur de ces salins et le développement de la Camargue (transport du sel, de produits agricoles, de matériaux de construction et de voyageurs).

## XXesiècle

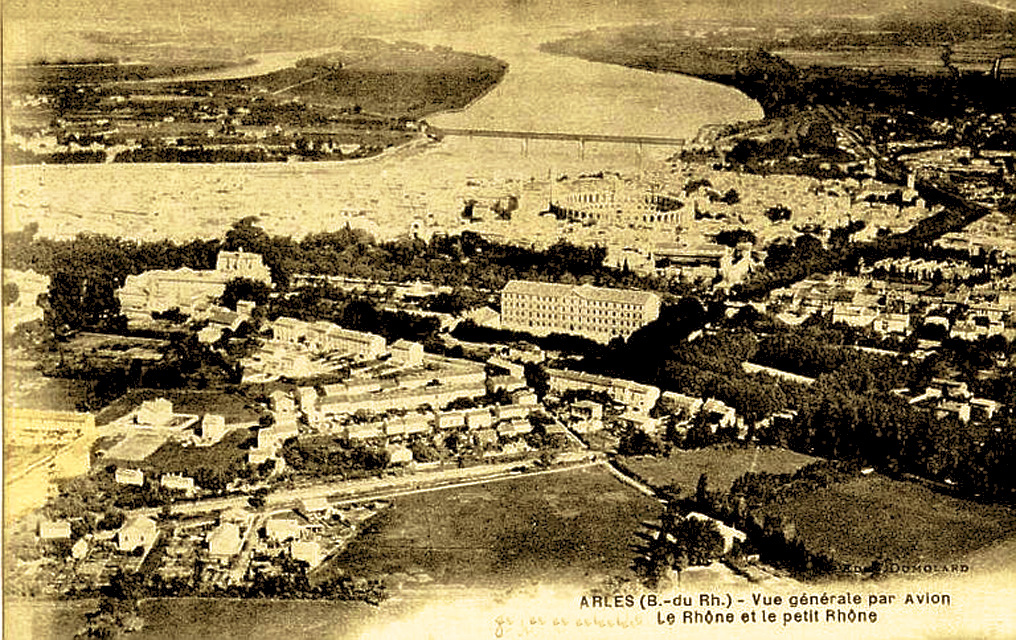
Arles en 1932.

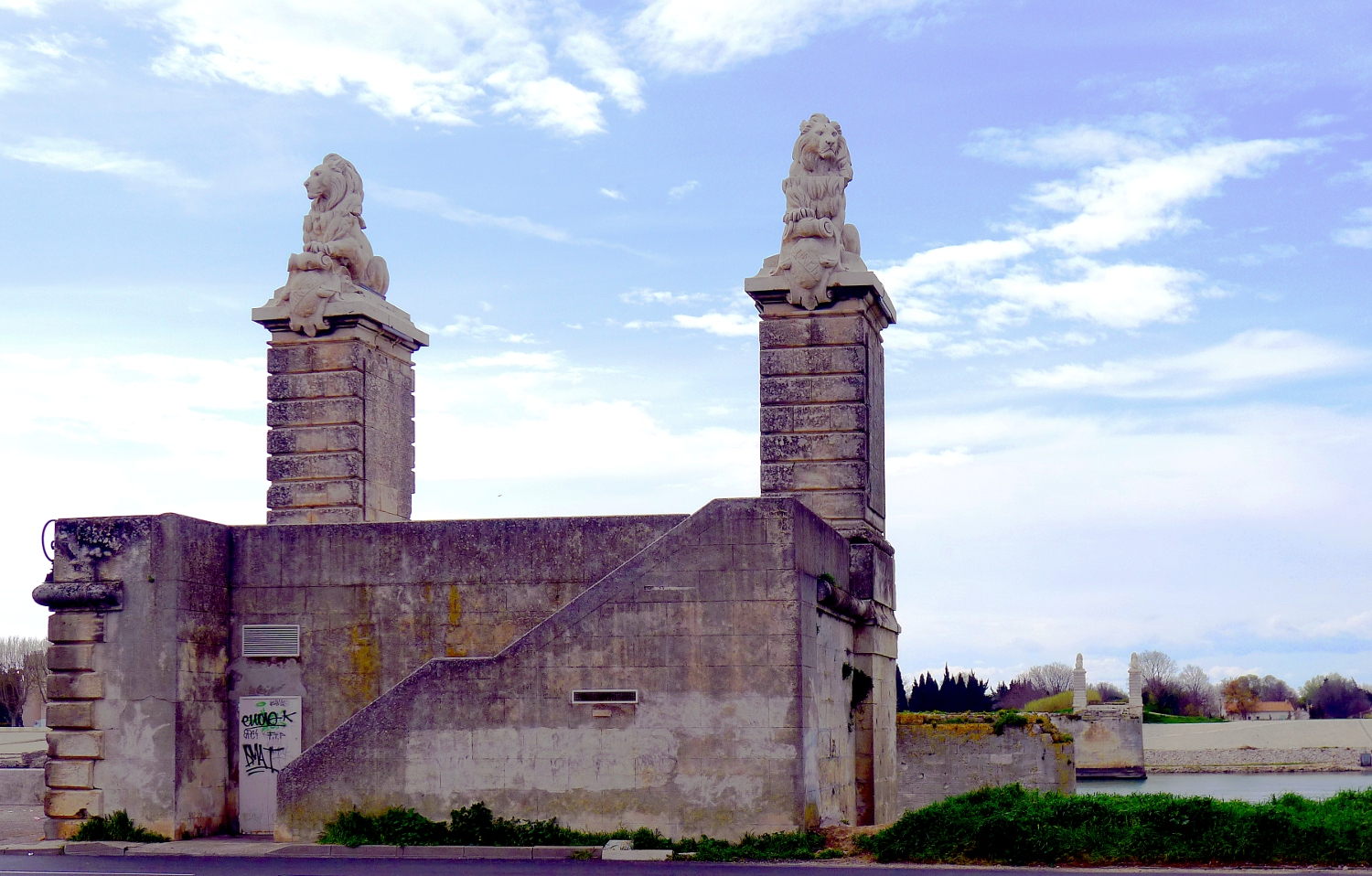
Le pont ferroviaire, dit de Lunel détruit en août 1944 par les bombardements alliés avant le débarquement en Provence.

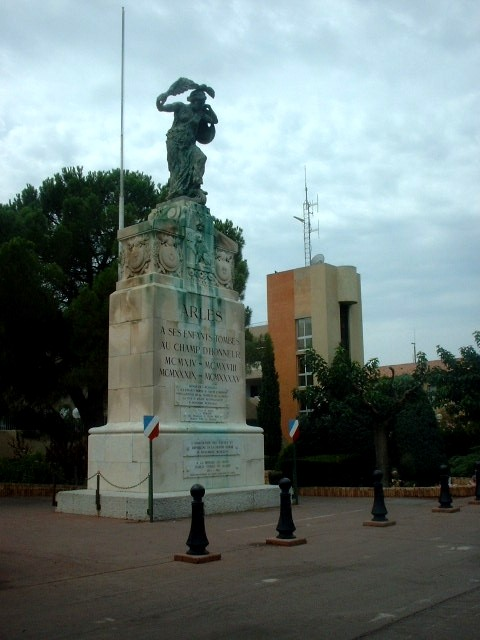
Arles, le monument aux morts

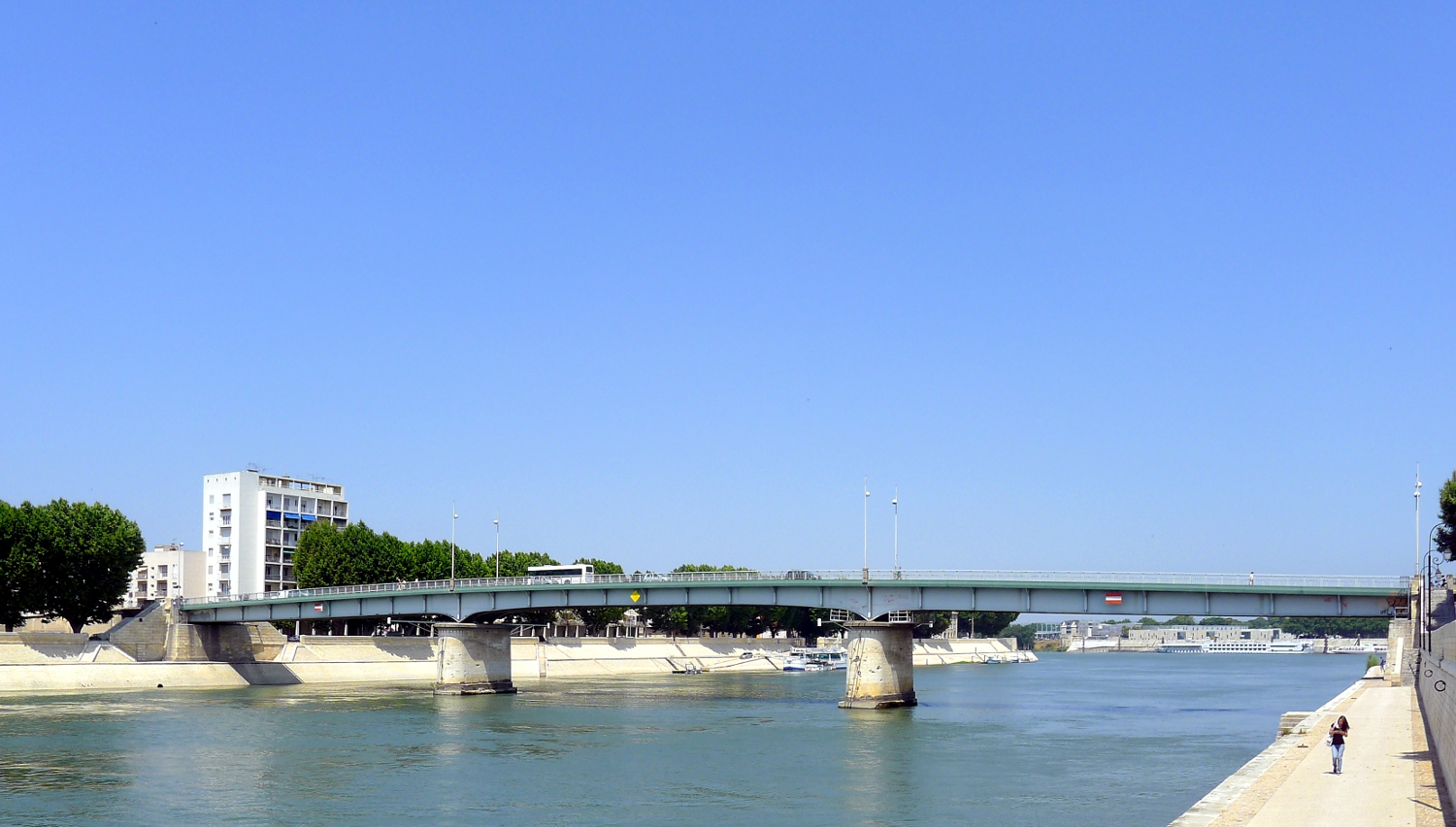
Le nouveau pont de Trinquetaille ouvert à la circulation en 1950.

Le début du XXe siècle, marqué par les crises vinicoles et la guerre de 14-18, voit un retrait des cultures sur le territoire arlésien au bénéfice de l’élevage. La ville qui célèbre le poète du félibre Frédéric Mistral et son musée Arlaten, se dote de quelques grands hôtels, notamment sur la place du Forum, qui préfigurent l’orientation touristique de la cité. Des entreprises importantes comme les Constructions Métalliques et les Papeteries Étienne fondées en 1911 viennent renforcer les emplois des ateliers du PLM. Au sud de la ville le quartier Chabourlet, un nouveau quartier à l’architecture  inspirée du style Art Floral, apparaît. 
En 1944, les bombardements de la Seconde Guerre mondiale détruisent plus d’un quart de son habitat, principalement dans les quartiers de Trinquetaille, de la Cavalerie et du Trébon, c’est-à-dire autour des ponts et de la gare ferroviaire. La reconstruction est dirigée par les architectes Pierre Vago et Jean Van Migom.  Au niveau agricole, la riziculture se développe en Camargue dès la fin des années 1940. 
Très éprouvée dans les années 1980 par des suppressions d’emplois industriels, la ville s’oriente vers des activités culturelles et acquiert une forte notoriété dans les domaines liés à l’image. Les Rencontres Internationales de la Photographie, créées en 1970 deviennent une manifestation internationale et des maisons d’éditions, littéraires et musicales, s’installent dans la cité comme Harmonia Mundi et Actes Sud.

## Chronologie

### XIXesiècle
- 1801 : le Concordat ramène la paix religieuse, mais il consacre la disparition de l'archevêché d'Arles au profit d’Aix-Marseille, ainsi qu’un moindre rôle politique de la ville.
- 1803 : le 10 janvier, épouvantable tempête qui fait tomber en quelques heures une énorme quantité d'eau ; débordement du Rhône dans le Trébon[5].
- 1804 : le 7 novembre 1804,  « Ce matin (mercredi) j'ai été derrière l'Abbaye et la Major pour voir le triste spectacle du Tresbon, le Rhône ayant diminué cette nuit, pour cause du surversement des eaux du côté de Tarascon, en dessus. » (Journal de Jacques-Honoré Bonasse)[6].
- 1805

Le 9 janvier,  décret autorisant la création d'un musée lapidaire dans l'ancienne église Sainte-Anne.
Le 16 janvier 1805,  M. Henri du Roure est nommé maire d'Arles.
- 1808

Le 18 mars, le marquis de Grille d'Estoublon, ancien lieutenant de vaisseau, est nommé maire d'Arles.
Le 2 avril, tremblement de terre entre 5 heures et demie et 6 heures du soir.
- 1810

Le 28 février, création d'une nouvelle foire aux bestiaux qui sera tenue chaque année le jeudi avant la Pentecôte.
Démolition de la porte médiévale Saint-Étienne.
Le 26 mai 1810, débordement du Rhône. Les eaux vinrent baigner le pied de la tour de Méjanes, en Camargue, construite sur un petit monticule.
En juin, adjudication du travail de démolition de la porte Saint-Étienne, attenante à l'archevêché.
- 1813 : le 16 septembre, tremblement de terre, assez faible[13].
- 1814

Le 2 septembre 1814, service solennel, dans l'église Saint-Trophime, en commémoration de l'ancien archevêque d'Arles, Mgr J. M. Dulau, massacré le 2 septembre 1792 dans l'ancienne église des Carmes à Paris (Mém. du Temps).
Le 14 octobre 1814, audience accordée par le roi Louis XVIII à la députation arlésienne conduite par l'abbé Constant, curé de Saint-Trophime.
- 1815

À la chute de l'Empire, les républicains sont les victimes d'une Terreur blanche qui les oblige à fuir.
Le 26 juin 1815, au premier bruit du désastre de Waterloo, les royalistes arlésiens se lèvent en masse. « Les réfugiés des marais arrivent, le drapeau blanc à leur tête ; dans un instant, l'Hôtel-de-ville est envahi, la municipalité et la garde nationale sont chassés, le drapeau blanc est arboré. ».
Le 28 juin 1815, la garde nationale royaliste fait le coup de feu contre la troupe de ligne et a un homme blessé.
Le 21 septembre 1815, nomination à la mairie d'Arles de M. J.-F.-J. de Boismaux de Constantin, ancien maire des Saintes-Maries.
Le 12 octobre 1815,  nomination de Thomas Orcel, charcutier, aux fonctions de maire d'Arles.
Le 15 novembre 1815,  M. J. B. Valenlin de Meyran-La-Cella, ancien colonel au service de l'Espagne, fut nommé maire d'Arles.
- 1816 : le 22 février 1816, ordonnance royale transférant de Tarascon à Arles le siège de la sous-préfecture et le tribunal civil. Cette ordonnance est rendue à la suite de mouvements séditieux qui se sont produits à Tarascon huit jours auparavant (14 février)[10].
- 1817 : la sous-préfecture de Tarascon est déplacée à Arles.
- 1819 : le 25 mai 1819, exécution capitale de la Nazette, accusée du crime de son mari, sur la place du Marché-Neuf, à 10 heures du matin[18].
- 1822 : le 5 juin 1822, découverte dans le Rhône d'une certaine quantité de tuyaux de plomb de l'époque romaine, portant tous leur marque de fabrique : C. CANTIVS POTINVS FAG.  La direction précise de ces tuyaux put être déterminée géométriquement. « Elle visait du côté d'Arles un point situé à 250 mètres amont de la martellière de la Roubine du Roi, mesurés en suivant le rivage ; du côté de Trinquetaille, un point situé à 115 mètres du chemin du cimetière où se trouvaient autrefois des tombeaux » (Aug. Véran) [16].
- 1825

Début des travaux de déblaiement des arènes d'Arles ; le baron de Chartrouse (1772-1843), maire d'Arles, décide à partir de 1825 de dégager le théâtre et l'amphithéâtre romains des maisons qui l'encombrent. Il fait racheter une à une plus de 250 habitations et met en œuvre les expropriations et les destructions.
Début des travaux de la promenade de la Lice au sud de la ville (1825-1830).
- 1826

Le 24 mai 1826, ordonnance royale autorisant l'achat fait par la ville d'Arles des nombreux bâtiments qui encombraient l'amphithéâtre (Statistique des B-du-Rh., m, 590).
Le 3 juillet, le maire Laugier de Chartrouse fait voter par son conseil municipal une délibération fixant la dénomination officielle de 240 voies urbaines.
- 1829 : le 2 décembre, le maire d'Arles Meiffren de Laugier, baron de Chartrouse, délimite un périmètre de sept rues réservées à la prostitution (arrêté municipal du 2 octobre 1829) : quatre rues sont situées dans le quartier de la Cavalerie, et trois dans celui de la Roquette.
- 1830 : 1re course de taureaux dans les arènes libérées des habitations
- 1831 : numérotation des immeubles par la municipalité Pierre Fassin
- 1832 : 1re épidémie de choléra à Arles (2e pandémie mondiale) en septembre-octobre (452 décès)
- 1833

Début des travaux de déblaiement du théâtre antique.
Le 19 mars 1833, arrivée des Saints-simoniens.
- 1834

Mise en service du canal d'Arles à Bouc commencé sous Napoléon 1er.
Le 27 juin 1834, le canal d'Arles à Bouc est livré à la navigation sur tout son parcours.
- 1835 : 2e épidémie de choléra à Arles (2e pandémie mondiale) en juillet-août (438 décès)
- 1838

Construction du Théâtre municipal de 1838 à 1841 par l'architecte Bourdon.
Après le rétablissement de la gabelle en 1806, un autre grenier à sel est créé sur le quai de la Roquette; il est acheté en 1985 par la municipalité et transformé en salle de théâtre.
Le 24 juillet, Chateaubriand, guidé par Honoré Clair visite Arles.
- 1839

Les 23 et 24 mai, Chopin et George Sand visitent Arles lors de leur retour de Marseille à Nohant.
Le 31 août, Victor Hugo avec Juliette Drouet passent à Arles lors de leur voyage dans le Midi
Le 24 octobre, une ordonnance du maire, M. Boulouvard, dresse l'état nominatif des filles publiques d'Arles.
- 1840

Le 23 octobre 1840, arrivée à Arles de la reine Marie-Christine qui vient d’abdiquer de la régence d’Espagne. Arrivée le 23 vers 16h, elle part le 24 à 4h du matin à destination de Marseille, puis de Naples, après avoir visité dans la soirée du 23 les principaux monuments de la ville.
Le 27 octobre 1840, « Cabrera, le général en chef des armées de Don Carlos, a traversé aujourd'hui notre ville, se rendant à Hyères pour le rétablissement de sa santé. » (Chron. de Louis Mège).
Le 30 octobre 1840,  « Dans la soirée, une énorme crue du Rhône creva la chaussée du Petit Plan du Bourg, à deux ou trois cents pas en aval de la martellière de la Montcalde, près le mas de Prentegarde. Le Rhone creva également à la Trésorière et à Lauricet ; grande inondation. » (Chronique arlésienne de L. Mège) ; crue du Rhône avec inondation de la ville et des campagnes.
Le 30 décembre 1840,  « la Commission archéologique fait démolir .. les dernières maisons adossées à l'amphithéâtre » (Chronique de L. Mège).
- 1841 : le 18 février 1841, débordement du Rhône par l'une des brèches de 1840 incomplètement réparées[21].
- 1842

Avril
Le 30 avril, discours de Lamartine à la Chambre des députés pour que la ligne de chemin de fer Lyon-Marseille passe par Arles et non par Aix-en-Provence comme initialement prévu.
Juillet
Le 8 juillet, éclipse totale à Arles, avec une obscurité totale d’environ 2 minutes.
- 1843

Janvier
Le 24 janvier 1843, décès, à Montpellier, de M. Jean Boulouvard, maire d'Arles.
Octobre
Le 28 octobre 1843,  « La place du Plan de la Cour a été livrée à la circulation des voitures. Les bancs et les piliers, qui empêchaient le passage ont été définitivement enlevés ces jours-ci. Ces bancs étaient placés à l'ouest de cette place, entre la maison de M. Ferrier, médecin, et les prisons de cette ville. » (L. Mège).
Novembre 
Le 4 novembre 1843, grand débordement du Rhône.
Le 28 novembre 1843,  M. Casimir de Jonquières, nommé maire d'Arles par décret du 11 de ce mois, est installé dans ses fonctions.
- 1844 : le 23 novembre 1844,  « Plusieurs chefs de tribus algériennes, arrivés à Arles avant-hier avec leurs domestiques arabes, en sont repartis aujourd'hui pour se rendre à Paris, où ils vont étudier nos mœurs, nos usages et goûter aussi de notre civilisation. » (Chronique de Louis Mège)[6].
- 1845

Flaubert visite la ville.
Le 13 avril 1845 — « Le duc de Montpensier (le prince Antoine), le plus jeune des fils de Louis-Philippe, est arrivé aujourd'hui dans Arles. Sur le soir, nos deux corps de musique sont allés jouer sous les fenêtres de l'hôtel où il est descendu. Il doit repartir demain pour se rendre en Afrique. » (Chronique de L. Mège).
- 1846 : Arles possède à cette date 182 capitaines marins, 600 matelots et maîtres en second, 1 237 personnes étant inscrites sur les registres maritimes. Avec les familles jointes, on peut estimer à 5 000 personnes vivant ainsi du port.
- 1846-1847 : crise économique et agricole
- 1847 : épisode de variole
- 1848 : le chemin de fer de la ligne Paris Lyon Marseille (PLM) arrive à Arles (grâce à Lamartine). La ville reconnaissante donnera plus tard son nom à une place de la ville
- 1849

Éclairage des rues d'Arles; 3e épidémie de choléra à Arles (3e pandémie mondiale) en septembre-octobre (446 décès)
Selon les registres municipaux, la ville d'Arles possèdent dix maisons closes avec 41 prostituées.
- 1850

Installation d'un château d'eau alimenté par une pompe à vapeur puisant dans le Rhône.
Le 27 janvier 1850, terrible coup de mistral ; beaucoup d'oliviers furent déracinés et jetés à terre.
Le 28 février 1850,  «Les fouilles qui viennent d'être terminées pour celte année sur l'emplacement du théâtre antique ont mis à découvert tout ce qui reste de la façade du nord. Les travaux n'ont amené celle année que la découverte de deux tronçons de colonne et un chapiteau en marbre de grande dimension parfaitement conservé ; il a été transporté au Musée. » (Chron. de L. Mège).
Le 12 août, arrêté municipal limitant le périmètre des lieux de prostitution.
Le 29 octobre 1850,  « Passage à Arles du 10e régiment d'infanterie légère, dont le colonel, M. Sauret, est arlésien. Le fils du colonel est sous-lieutenant dans le régiment. » (L. Mège).
- 1851 : le 11 juillet 1851,  bref du Souverain Pontife Pie IX rétablissant la fête du Pardon de Montmajour[24].
- 1852

4e épidémie de choléra à Arles (3e pandémie mondiale) de juin à septembre (nombre de décès ??)
Le 3 mai 1852, Fête du Pardon de Montmajour. « Douze mille personnes environ sont venues d'Arles et des villages voisins pour y prendre part » (J. M. Trichaud, Egl. d'Arles, II, i85). Cette fête n'avait plus été célébrée depuis 1788.

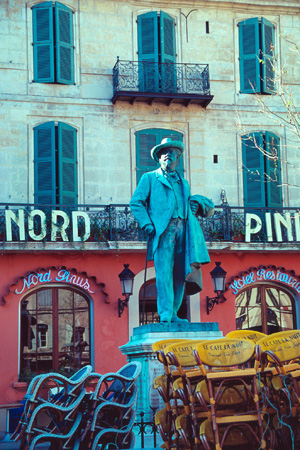
Statue de Frédéric Mistral (sur la place du Forum d'Arles), un des fondateurs du Félibrige

- 1854

Fondation du Félibrige par Frédéric Mistral et d'autres écrivains provençaux pour assurer la sauvegarde de la langue et des coutumes provençales
Le 15 janvier 1854, « l'église récemment construite à Raphèle et qui doit devenir le centre d'une nouvelle circonscription paroissiale a été bénite et inaugurée à 10 heures du matin. M. Montagard, curé de St-Trophime, a donné la bénédiction. » (Chronique de L. Mège).
Épisode de variole : 5e épidémie du choléra à Arles (3e pandémie mondiale) du 15 juin au 23 août (1038 décès)
- 1855 : le 19 janvier 1855,  « après deux jours de froid, la neige est tombée en grande quantité, s'élevant en certains endroits à plus de 40 centimètres. » (Chron. de L. Mège)[7].

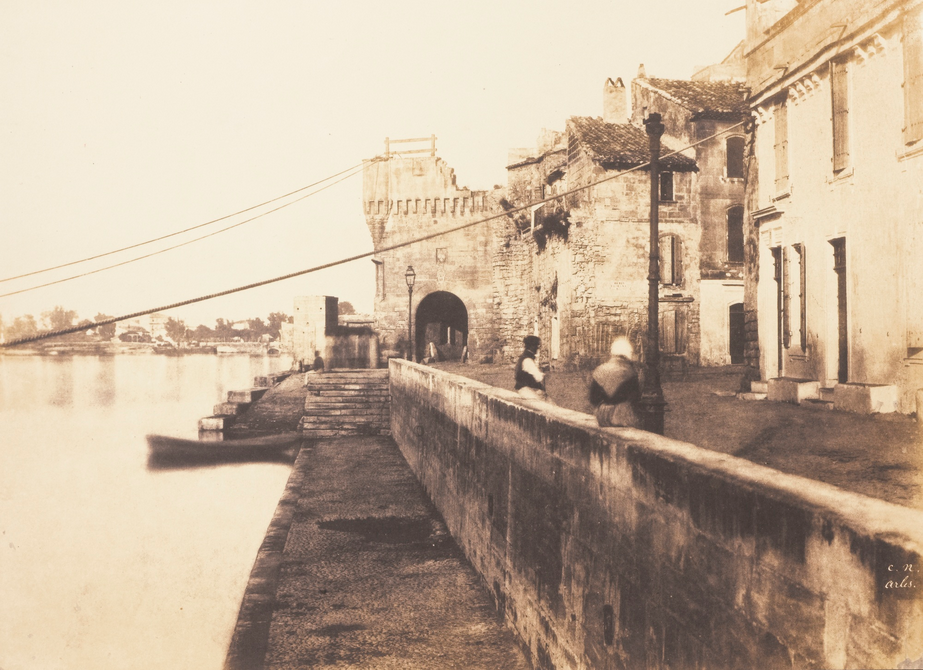
La porte des Chataignes et les quais du Rhône en 1853 (photographie de Charles Nègre).

- 1856

Création de Salin-de-Giraud au sud de la commune pour l'exploitation du sel
Le 31 mai - 1er juin : crue de printemps du Rhône. La ville et ses campagnes sont inondées. À la suite de cette catastrophe, la ville se protège en construisant les quais du Rhône (édifiés entre 1856 et 1868).
Le 1er juin 1856, débordement du Rhône.
Le 3 juin 1856, arrivée de l'empereur Napoléon III venant voir les désastres occasionnés par le débordement du Rhône le 1er juin. Il couche à l'hôtel du Nord et repart le lendemain matin en laissant un premier secours de 20 000 fr ; visite du couple impérial à Arles. L'empereur Napoléon III veut se rendre compte des dégâts provoqués par les inondations.
Le 16 septembre, arrêté municipal limitant le périmètre des lieux de prostitution.
- 1857

Le 30 janvier 1857, la Cour d'appel d'Aix rend son arrêt de principe sur le droit d'esplèche dans la Crau d'Arles.
Le 14 mai 1857, Maximilien II, roi de Bavière, voyageant incognito sous le nom de comte de Wenderfelds, est arrivé à Arles ... à 11 heures du matin, par train express, venant de Marseille ... . Il est  reparti le même jour, par le même train, à 1 heure après-midi, après avoir visité nos principaux monuments. » (Chronique de L. Mège).
- 1858 : le 28 janvier 1858, les eaux du Rhône étant extrêmement basses (0,65 m au-dessous du zéro) on put retirer du Rhône, devant l'établissement des bains à la romaine de M. Chaix, le beau sarcophage antique représentant les amours de Jupiter et de Léda[7].
- 1860

Le 8 septembre 1860, l'Empereur et l'Impératrice visitent la ville d'Arles, en passant; arrivé à 1h.05 m, le train impérial repart pour Marseille à 3h.05 m.
Le 28 décembre 1860, « Dans la soirée, un violent incendie a dévoré le beau château de Chartrouse en Camargue. Du château et du riche mobilier qu'il contenait, il ne reste que quatre murailles. » (Almanach de Provence).
- 1862

Création d'une usine hydraulique dans la rue du docteur Fanton qui permet de distribuer l'eau dans toute la ville.
Création de l'Esplanade du marché neuf de 1862 à 1865 qui prolonge la Lice pour former les Lices.
- 1864 : le 26 octobre 1864, débordement du Rhône. Les grosses eaux emportèrent le pont de bateaux qui reliait les deux rives et envahirent les quais et les quartiers bas de la ville[15].
- 1865

6e épidémie de choléra à Arles (4e pandémie mondiale) en septembre (283 décès).
Début du pavage des rues dans la cité.
Destruction de la porte Saint-Jean ; elle était située devant les Thermes de Constantin.
Création du Jardin public.
- 1866

7e épidémie de choléra à Arles (4e pandémie mondiale) qui dure un mois et demi (100 décès).
Le 19 mai 1866, tremblement de terre, sensible à Arles.
Le 22 août 1866, décret déclarant d'utilité publique les travaux du pont fixe sur le Rhône, à Arles.
Le 10 octobre 1866, obsèques solennelles de Constantin Martin-Raget, maire d'Arles, mort des suites d'un accident de chasse.
- 1867

Création de la ligne de chemin de fer Arles - Lunel
Le 29 mai, arrêté municipal interdisant aux filles publiques certains lieux publics et les obligeant à occuper au théâtre municipal des places désignées.
- 1868

Démolition de la porte Agnel.
Mise en service de la ligne de chemin de fer d'Arles à Lunel.
Le 23 mars 1868, tremblement de terre qui produisit à Arles une assez forte commotion.
Le 25 mai 1868, l'archevêque visite la Camargue et consacre la chapelle de Faraman, bâtie sur la propriété du baron de Rivière.
Le 10 décembre 1868, les membres du Congrès scientifique de France, arrivés la veille sur l'invitation du maire, visitent nos monuments historiques.
- 1869

8e épidémie de choléra à Arles (4e pandémie mondiale) en septembre-octobre (nombre de décès ??)
Le 20 septembre 1869, le gouvernement accorde dix-huit mille francs pour la restauration de l'église Saint-Trophime.
- 1870 : le 14 décembre, arrêté municipal obligeant les filles publiques à passer la visite sanitaire.
- 1872 : création du Jardin de la Cavalerie au nord d'Arles (Jardin aujourd'hui disparu).
- 1873-1895 : crise économique et sociale.
- 1874 : le 10 juin, décret accordant la concession de la ligne Arles - Fontvieille aux sieurs Michel et Cie (Société des chemins de fer des Bouches-du-Rhône).
- 1875

Le 21 février, naissance de Jeanne Calment, longtemps doyenne des Français et du monde, née et décédée à Arles.
Les 24-27 avril, inauguration du nouveau pont d'Arles à Trinquetaille donne lieu à quatre jours de festivités. Ce pont sera représenté sur plusieurs tableaux de Vincent van Gogh.
Le 28 novembre, ouverture de la ligne Arles - Fontvieille.
- 1875-1900 : les ravages causés au vignoble français par le phylloxéra sont une aubaine pour les agriculteurs arlésiens qui couvrent la Camargue de vignes, les sols sableux et inondés l'hiver étant protégés des attaques du parasite.
- 1876 : destruction de la porte du Marché-Neuf.
- 1877

Inauguration de la fontaine Amédée Pichot, érigée à l'initiative de son fils Pierre.
Destruction de la porte de la Cavalerie ; les tours sont toutefois épargnées (classées Monuments Historiques le 2 février 1928).
- 1879 : le 10 février, la nouvelle municipalité conduite par Émile Fassin entreprend la révision de la toponymie arlésienne dans un souci de simplification et de modernité.
- 1881 : éclairage des rues par une usine à gaz.
- 1883 : aménagement du boulevard des Lices et percement de la rue Gambetta
- 1884 : 9e et dernière épidémie de choléra à Arles (5e pandémie mondiale) de juillet à septembre (187 décès). Le choléra arrivé à Toulon par le bateau la Sarthe en provenance de Saïgon, gagne ensuite rapidement Marseille et Arles.
- 1888 :

En février Vincent van Gogh s'installe à Arles, et y peint les plus célèbres de ses tableaux. Il y restera jusqu'au printemps 1889.
Le 12 mars, rixe devant un bordel; deux zouaves de la garnison sont tuées par deux italiens ce qui provoque la fuite de tous les italiens de la ville d'Arles.
Entre octobre et décembre 1888 Gauguin rejoint Vincent Van Gogh à Arles.
- 1892 : inauguration du réseau des Chemins de fer de Camargue: Arles-Salin-de-Giraud et Arles-Saintes-Maries-de-la-Mer pour la mise en valeur de la Camargue.
- 1896 : premier voyage officiel du président de la République Félix Faure dans le Midi. Au retour, il s'arrête à Arles le 8 mars.
- 1898 : construction de l'ancien Hôtel des Postes, sous la responsabilité de l'architecte arlésien Auguste Véran et son fils Léon.

### XXesiècle
- 1901 :

Le 24 août, la municipalité radicale conduite par le maire Honoré Nicolas vote l'enlèvement pour raison de voirie de neuf croix implantées dans le domaine public. Cette mesure administrative, en raison de l'opposition d'une partie des arlésiens, n'est exécutée que partiellement; les autres enlèvements ne seront exécutés que clandestinement, à l'occasion de la nuit d'orage du 21 au 22 décembre 1901.
Le 16 novembre, le conseil municipal décide d'importantes modifications dans la toponymie arlésienne, dans un climat d'affrontement idéologique important.
- 1903 : le président de la République, Émile Loubet se rend en visite à Arles.
- 1904

Création de la commune de Port-Saint-Louis-du-Rhône par distraction d'Arles et de Fos-sur-Mer.
Le 17 novembre, l'Académie suédoise décerne le prix Nobel de littérature à Frédéric Mistral qui utilise le montant de ce prix pour la création du Museon Arlaten inauguré le 29 mai 1909.
- 1909 : fondation de la Nacioun gardiano par le marquis Folco de Baroncelli-Javon.
- 1925 : création de la commune de Saint-Martin-de-Crau par distraction d'Arles.
- 1927 : création de la Réserve nationale de Camargue.
- 1930-1933 : travaux de voirie pour le tout-à-l'égout.
- 1933 : création de la Compagnie nationale du Rhône chargée de l'aménagement du fleuve.
- 1937 : du 25 au 29 décembre, 9e congrès national du PCF.
- 1939 : achat du domaine de Méjanes par l'industriel Paul Ricard qui en fait dès 1942, une exploitation agricole pionnière de la riziculture dans le delta.
- 1940 : le 3 décembre, Philippe Pétain, alors chef de l'État, fait une courte visite à Arles. Arrivé par le train, il ne va pas au-delà de la place de Lamartine.
- 1942 : invasion d'Arles et de la Camargue par les troupes allemandes.
- 1944

La ville est victime de cinq bombardements aériens en l'été 1944, en particulier ceux des 25 juin, 17 juillet et 15 août; elle perd sa gare, ses deux ponts et 28 % de son habitat. Deux églises  (Saint-Julien et Saint-Pierre-de-Trinquetaille) sont également détruites et l'amphithéâtre, les remparts et Notre-Dame-de-la-Major gravement endommagés. La reconstruction sera l'œuvre des architectes Pierre Vago et Jean Van Vigom.
Le 15 août, destruction, à la suite du bombardement Alliés, du pont routier construit en 1875 ; le pont sera reconstruit et ouvert à la circulation en 1948 (voie unique) puis totalement en 1951.
En août, libération de la Provence par les troupes du général de Lattre de Tassigny.
Le 30 août, de Lattre à Arles et Avignon.
- 1948 : construction de la station de pompage d'Albaron qui va permettre notamment le développement de la riziculture en Grande Camargue.
- 1954 : fondation par Lukas Hoffmann de la station biologique de la Tour du Valat en Camargue.
- 1958 : fermeture de la dernière ligne des Chemins de fer de Camargue, celle entre Arles et les Saintes-Maries-de-la-Mer.
- 1970

Création par décret du Parc naturel régional de Camargue.
Naissance des Rencontres Internationales de la Photographie.
- 1973 : mise en service du complexe industrialo-portuaire de Fos-sur-Mer.
- 1983 : inauguration de l'École nationale de la photographie ; création du nouveau port fluvial.
- 1993-1994 : crues exceptionnelles du Rhône en octobre 1993 et janvier 1994.
- 1995 : inauguration du musée de l'Arles Antique de l'architecte Henri Ciriani.

### XXIesiècle
- 2003

Décembre : exhumation des vestiges de la première cathédrale d'Arles.
Décembre : crue exceptionnelle du Rhône ; les quartiers nord de la ville sont inondés.
- 2004

réhabilitation du site des anciens ateliers SNCF et construction d'un pôle universitaire avec de nouvelles filières d'enseignement supérieur.
Découverte dans le Rhône d'Arles-Rhône 3, d'une épave d'un chaland datant de la période de la Rome antique.
- 2007 : découverte dans le Rhône d'un buste représentant Jules César et présenté au musée de l'Arles antique de 2009 à 2011 dans l'exposition César, le Rhône pour mémoire[31].
- 2009 : fermeture du Museon Arlaten pour rénovation.
- 2013 : ouverture de l'extension du musée de l'Arles antique pour abriter le chaland Arles-Rhône 3.
- 2014

Avril : ouverture de la Fondation Vincent van Gogh Arles.
début des travaux de la tour de la fondation Luma Arles dessinée par l'architecte Frank Gehry.
- Avril-juin 2020 : annulation de la Feria de Pâques et des Rencontres d'Arles à cause de la pandémie de Covid-19 en France[34].

## Sources et bibliographie
- Jean-Maurice Rouquette (sous la direction de) - ARLES, histoire, territoires et cultures - (Éditions IMPRIMERIE NATIONALE),    (ISBN 978-2-7427-5176-1)